# آب‌انبار ناسار
آب‌انبار ناسار مربوط به دوره قاجار است و در سمنان، ضلع شرقی تکیه ناسار در بافت قدیم از راسته بازار سمنان واقع شده و این اثر در تاریخ ۲۵ اسفند ۱۳۸۰ با شمارهٔ ثبت ۵۶۶۱ به‌عنوان یکی از آثار ملی ایران به ثبت رسیده است.